# 天津法租界工部局

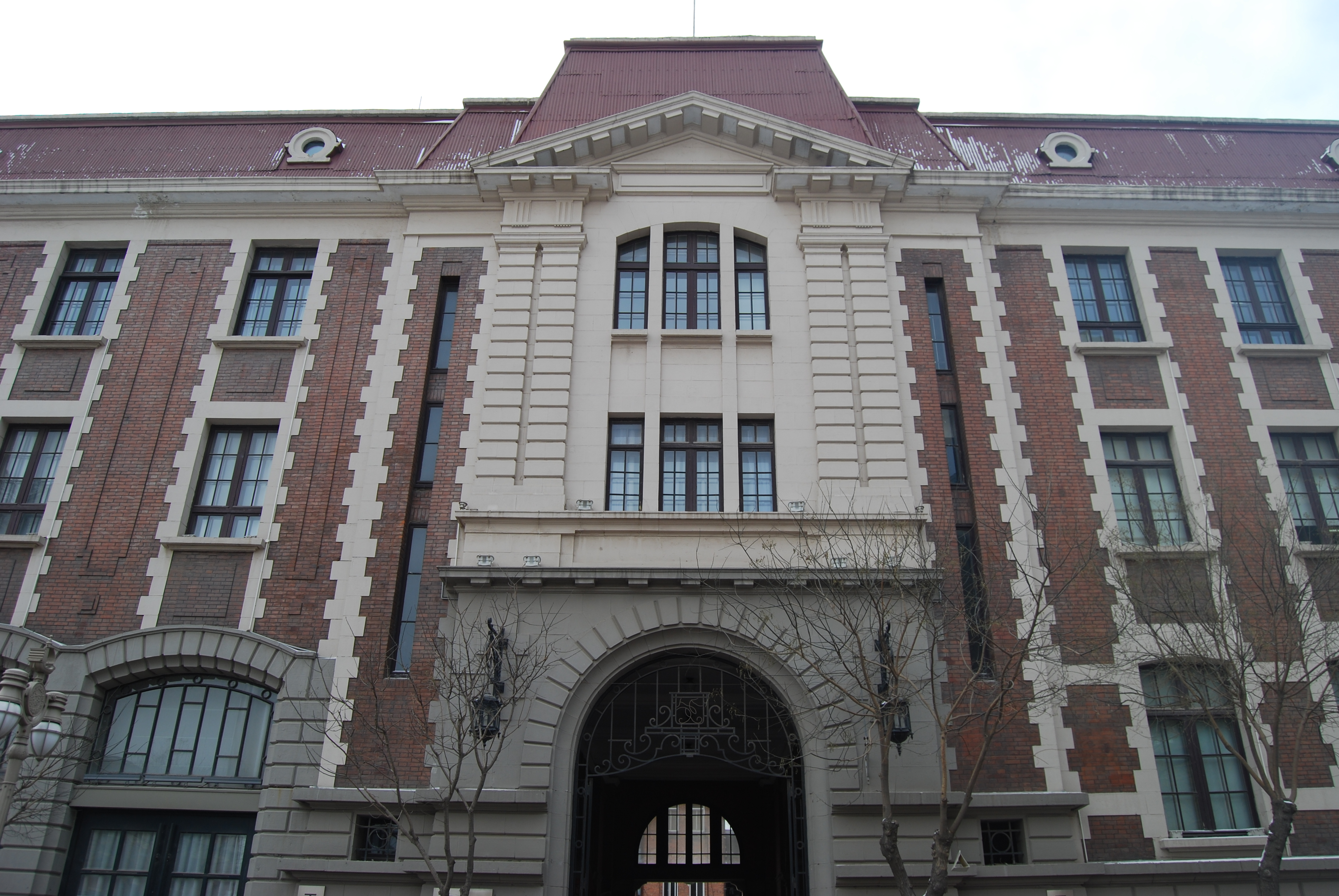
原天津法国工部局大楼

天津法租界工部局是设置于天津法租界内从事警务、道路和卫生的工作机构，原为天津法租界董事会的执行机构，成立于清同治元年（1862年），总部曾经设在法国河坝与水师营路北角（今张自忠路与赤峰道交口），1934年后设在当时天津法租界的主要街道大法国路（今解放北路34号至36号）的法国工部局大楼内。后来，原工部局所辖的秘书部与工程部这两个部门改组成天津法租界公议局，而公议局下属的巡警局改组成为新天津法租界工部局，主要负责天津法租界内的警务、道路和卫生等工作。

## 形成
天津法租界成立之初，租界地由法国驻天津的领事馆直接管辖，后来，随着天津法租界里的侨民逐渐增多，租界里的行政管理权逐渐移交给法国本国的侨民，天津法租界便建立起了自己的行政机构。清同治元年（1862年），天津法租界随天津英租界里建立起天津法租界董事会，董事会下设的执行机构为天津法租界工部局。

## 董事会
根据《天津法租界市政管理组织大纲》中的相关规定：天津法租界董事会由天津法租界中的纳税人选举产生，法国驻天津领事实际掌握天津法租界的行政权，他是法定的总董，还是财政、卫生与公用工程委员会的主席，他也负责召集和主持每年举行的选举董事会的选举人大会，并可指定部分董事。天津法租界的选举人大会选举天津法租界董事会的部分董事或大部分董事，没有立法权和行政监督权。董事会任期为2年，每年改选一半。天津法租界董事会设有7至9名董事，其中法国籍董事必须占董事会的半数以上，通过选举产生的其他国籍的董事必须由三种不同国籍的侨民来组成。此外，天津法租界董事会的各项决议必须经过法国驻天津领事明令公布才能通过生效。天津法租界的总董要受法国驻中国公使的直接监督和法国外交部的间接监督。天津法租界董事会下设有六个委员会：公用工程委员会、财政委员会、教育委员会、捐税委员会、卫生委员会和图书馆委员会。

## 执行机构
天津法租界工部局由法国外交部派遣天津法租界工部局局长，由法国驻津领事指派天津法租界工部局内工作人员。作为天津法租界董事会的下属执行机构，天津法租界工部局原下辖三个部，分别为：秘书部、工程部和警察部，其负责人分别：秘书长、工程师和警察部长。后来，工部局改组成天津法租界公议局，而公议局下属的巡警局改组成为新天津法租界工部局。新天津法租界工部局和天津英租界工部局的职能不同，主要从事警务、道路和卫生工作。

## 工部局大楼
法国工部局大楼是天津法租界的工部局大楼，建于1934年，选址在天津法租界的主要街道大法国路（今解放北路34号至36号），为天津市文物保护单位。原为法租界董事会下属工部局中的警察部，后改组为工部局，实为法租界的警察局。该建筑为四层混和结构楼房，清水墙。立面较为简洁，强调三段式古典构图。

## 结束
1943年2月23日，法国维希政府宣布，同意放弃在中国的法租界。1943年6月5日，汪精卫政权收回天津法租界、汉口法租界和广州法租界。1945年，天津法租界被国民政府正式收回。天津法租界工部局宣告结束。